# Perovo (Mosca)
Il quartiere Perovo (in russo Район Перово?) è un quartiere di Mosca sito nel Distretto Orientale.
Le prime menzioni di Perovo risalgono al XIV secolo. La landa così nominata, che oggi si trova nella zona della via Perovskaja, era riserva di caccia reale degli zar.
All'inizio del XX secolo è una delle aree industriali più sviluppate e nel 1925 riceve lo status di comune. Incluso nel territorio della città nel 1960, viene inizialmente ripartito tra i quartieri Kalininskij e Ždanovskij. Il quartiere attuale viene definito nel 1991.